# Andreas Oetting
Andreas Oetting (* 22. November 1969 in Aachen) ist ein deutscher Bauingenieur und Hochschullehrer der TU Darmstadt.

## Leben
Nach seinem Studium des Bauingenieurwesens/Verkehrswesen und Raumplanung an der RWTH Aachen, der EPFL Lausanne und in Berkeley von 1990 bis 1995 wurde er wissenschaftlicher Mitarbeiter in Aachen. Anschließend wechselte er 2001 zu DB Netz AG als Leiter Strategische Grundsatzfragen. 2007 wurde er dort Leiter der Organisationseinheit Technik-/Verfahrensstrategie, Grundsätze.
2002 schloss Oetting seine Promotion über das Thema Angebotsabhängige Modellierung der reisezweckspezifischen Verkehrserzeugung und ihre Anwendung auf den städtischen Freizeitverkehr bei Wulf Schwanhäußer ab.
2008 erhielt er den Ruf an den Lehrstuhl für Bahnsysteme und Bahntechnik der TU Darmstadt, der durch eine zwischen der TU Darmstadt und der Deutschen Bahn vereinbarte Stiftung 2007 eingerichtet worden war.

## Auszeichnungen
- Preis des Deutschen Verkehrsforums (2003)
- Borchers-Plakette der RWTH Aachen (2003)[6]